# HD 110532
HD 110532，又名CP-58 4453，SAO 240183、HR 4835，是一颗恒星，视星等为6.4，位于銀經301.9，銀緯3.95，其B1900.0坐标为赤經12h 37m 43.2s，赤緯-58° 3.95′ 17″。